# NGC 3424
NGC 3424 (другие обозначения — UGC 5972, MCG 6-24-25, ZWG 184.28, KUG 1048+331, IRAS10489+3309, PGC 32584) — спиральная галактика с перемычкой (SBb) в созвездии Малый Лев.
Этот объект входит в число перечисленных в оригинальной редакции «Нового общего каталога».
Галактика NGC 3424 входит в состав группы галактик NGC 3396. Помимо NGC 3424 в группу также входят NGC 3381, NGC 3395, NGC 3396, NGC 3430, NGC 3442, PGC 32631, UGC 5934 и UGC 5990.
Является галактикой со вспышкой звёздообразования, и в ней имеется избыток гамма-излучения, но инфракрасное и радиоизлучение в NGC 3424 относительно слабые. Предположительно, галактика имеет скрытое активное ядро.